# Svaz pro sjednocení Rumunů
Svaz pro sjednocení Rumunů nebo Aliance pro sjednocení Rumunů (rumunsky Alianța pentru Unirea Românilor, zkratka AUR) je krajně pravicová politická strana v Rumunsku a Moldavsku.

## Historie
AUR byla založena 1. prosince 2019 na Den sjednocení Rumunska, který oslavuje vznik Velkého Rumunska. Předseda strany George Simion v té době uvedl, že AUR se zúčastní v následujícím roce rumunských komunálních a parlamentních voleb.
Rumunských komunální volby v roce 2020 nebyly pro stranu nějak zvlášť úspěšné. V parlamentních volbách ve stejném roce se však AUR stala čvrtou nejsilnější parlamentní silou v Rumunsku, byť některé agentury zbochybňovaly její průnik do sněmovny.

## Politická orientace strany
Podle oficiálních webových stránek AUR je jejím cílem dosáhnout „sjednocení všech Rumunů ze všech oblastí Rumunska či rumunských menšin z jiných zemí“. Strana zároveň usiluje o sjednocení Rumunska s Moldavskou republikou a integraci rumunských menšin ze sousedních zemí. Mezi základní pilíře strany patří „tradiční rodina, národní hrdost, křesťanská víra a svoboda“, jak má strana napsáno na svém webu.
Strana se staví proti stejnopohlavnímu manželství a genderové ideologii, protože podle jejích slov „národ nemůže přežít, pokud neprosazuje model tradiční rodiny“.
Během covidové pandemie někteří zákonodárci AUR kritizovali vládní opatření proti již zmíněnému viru. Někteří členové pak vystupovali proti povinnému očkování.
Předseda strany George Simion uvedl jako příklady politických modelů polskou stranu Právo a spravedlnost a maďarský Fidesz. Po vyločení Fideszu z EPP-ED AUR usilovala, aby se Fidesz stal členem evropské frakce Evropští konzervativci a reformisté, kterou AUR spoluvytváří.
AUR podporuje členství v EU i v NATO. Zároveň se snaží posílit postavení Rumunska v Evropské unii. Strana rovněž zastává proizralský postoj. Zaujímá také názor, že Kosovo by se mělo stát součástí Srbska.
Během Ruské invaze na Ukrajinu se strana začala brojit proti zbrojení o vojenské podpoře Ukrajiny se slovy, že „tato válka není naše“.
Usiluje také o modernizaci školství v Rumunsku.